# Memoriał Bronisława Idzikowskiego i Marka Czernego 2001
Memoriał im. Bronisława Idzikowskiego i Marka Czernego 2001 – 34. edycja turnieju w celu uczczenia pamięci polskiego żużlowca Bronisława Idzikowskiego i Marka Czernego, który odbył się dnia 6 maja 2001 roku i został rozegrany w ramach meczu towarzyskiego pomiędzy Włókniarzem Częstochowa a Atlasem Wrocław (35:55). Trzy ostatnie wyścigi stanowiły memoriał. Turniej wygrał Jacek Krzyżaniak.

## Wyniki
- Częstochowa, 6 maja 2001
- NCD:
- Sędzia: Maciej Spychała

| Msc. | Zawodnik             | Klub        | Pkt  |             |  |
| ---- | -------------------- | ----------- | ---- | ----------- |  |
| 1    | (1) Dariusz Śledź    | Częstochowa | 8    | (2,1,2,2,1) |  |
| 2    | (2) Robert Dados     | Częstochowa | 6+2  | (1,d,1,2,2) |  |
| 3    | (3) Jacek Krzyżaniak | Częstochowa | 13+1 | (3,3,2,2,3) |  |
| 4    | (4) Andrzej Zieja    | Częstochowa | 3+1  | (1,d,1,1)   |  |
| 5    | (5) Sebastian Ułamek | Częstochowa | 14+1 | (3,3,3,3,2) |  |
| 6    | (6) Krzysztof Słaboń | Częstochowa | 8    | (1,2,2,3,2) |  |
| 7    | (7) Artur Bogińczuk  | Częstochowa | 1+1  | (1)         |  |

| Msc. | Zawodnik                 | Klub    | Pkt |              |  |
| ---- | ------------------------ | ------- | --- | ------------ |  |
| 1    | (9) Grzegorz Walasek     | Wrocław | 9   | (3,1,3,1,1)  |  |
| 2    | (10) Bartłomiej Bardecki | Wrocław | 0   | (0,-,-,d)    |  |
| 3    | (11) Matej Ferjan        | Wrocław | 5   | (0,3,1,1,d)  |  |
| 4    | (12) Artur Pietrzyk      | Wrocław | 7+1 | (2,2,d,d,3)  |  |
| 5    | (13) Tomasz Jędrzejak    | Wrocław | 10  | (2,2,3,3,wu) |  |
| 6    | (14) Karol Malecha       | Wrocław | 1   | (0,1,d,d,0)  |  |
| 7    | (15) Zbigniew Czerwiński | Wrocław | 3   | (0,0,3)      |  |

Bieg po biegu
1. Walasek, Śledź, Dados, Bardecki
2. Krzyżaniak, Pietrzyk, Zieja, Ferjan
3. Ułamek, Jędrzejak, Słaboń, Malecha
4. Ferjan, Pietrzyk, Śledź, Dados
5. Krzyżaniak, Jędrzejak, Malecha, Zieja
6. Ułamek, Słaboń, Walasek, Czerwiński Czerwiński za Bardeckiego
7. Jędrzejak, Śledź, Dados, Malecha
8. Walasek, Krzyżaniak, Zieja, Czerwiński Czerwiński za Bardeckiego
9. Ułamek, Słaboń, Ferjan, Pietrzyk
10. Jędrzejak, Śledź, Zieja, Bardecki
11. Słaboń, Krzyżaniak, Ferjan, Malecha
12. Ułamek, Dados, Walasek, Pietrzyk

W biegu 13 występują zawodnicy z każdej drużyny z "najmniejszym" dorobkiem punktowym po rozegraniu 12 biegów:
1. Czerwiński, Dados, Bogińczuk, Malecha

W biegu 14 występują zawodnicy z każdej drużyny ze "średnim" dorobkiem punktowym po rozegraniu 12 biegów:
1. Pietrzyk, Słaboń, Śledź, Ferjan

W biegu 15 występują zawodnicy z każdej drużyny ze "największym" dorobkiem punktowym po rozegraniu 12 biegów:
1. Krzyżaniak, Ułamek, Walasek, Jędrzejak